# Alta Silèsia

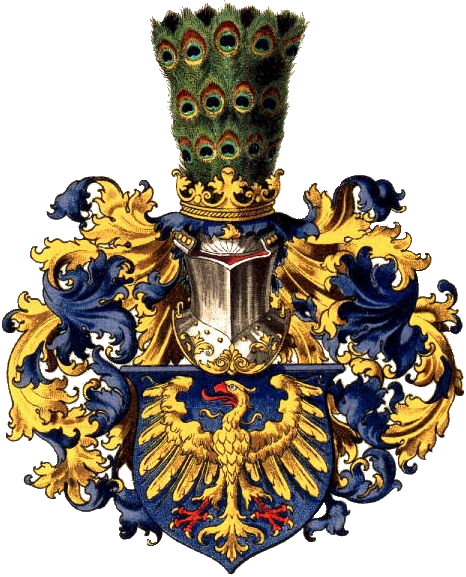
Escut d'armes històric d'Alta Silèsia.

Alta Silèsia (en silesià: Gōrny Ślōnsk, en alemany silesià: Oberschläsing, en polonès: Górny Śląsk, en alemany: Oberschlesien, en txec: Horní Slezsko) és una regió històrica situada a Polònia, la República Txeca i per una petita part a Eslovàquia. És la part oriental i més meridional de la Silèsia i està situada al llarg del curs alt del riu Oder. Des del segle ix, l'Alta Silèsia, ha format part de la Gran Moràvia, del ducat de Bohèmia, el Regne Piast de Polònia, de les Terres de la Corona de Bohèmia i del Sacre Imperi Romanogermànic, així com de la monarquia dels Habsburg a partir 1526. El 1742 la major part de l'Alta Silèsia va ser annexionada pel Regne de Prússia, i el 1871 va passar a formar part de l'Imperi Alemany. Aquests territoris foren retornats a la República Popular de Polònia el 1945.
El seu emblema regional és l'àguila daurada en camp blau. En l'est d'Alta Silèsia es troba una gran àrea metropolitana i industrial, l'Àrea Industrial de Silèsia Superior.

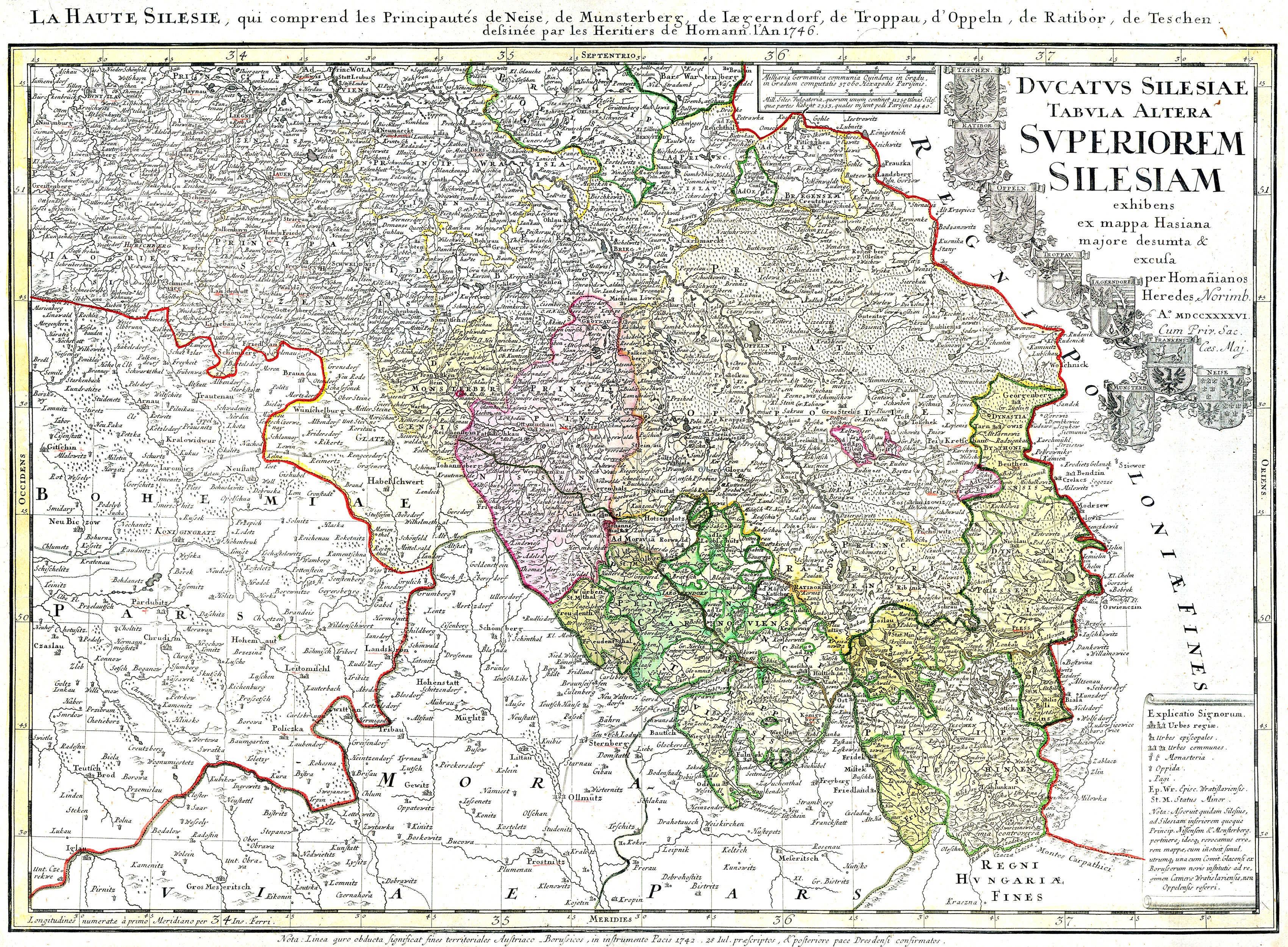
Mapa de l'Alta Silèsia el 1746.

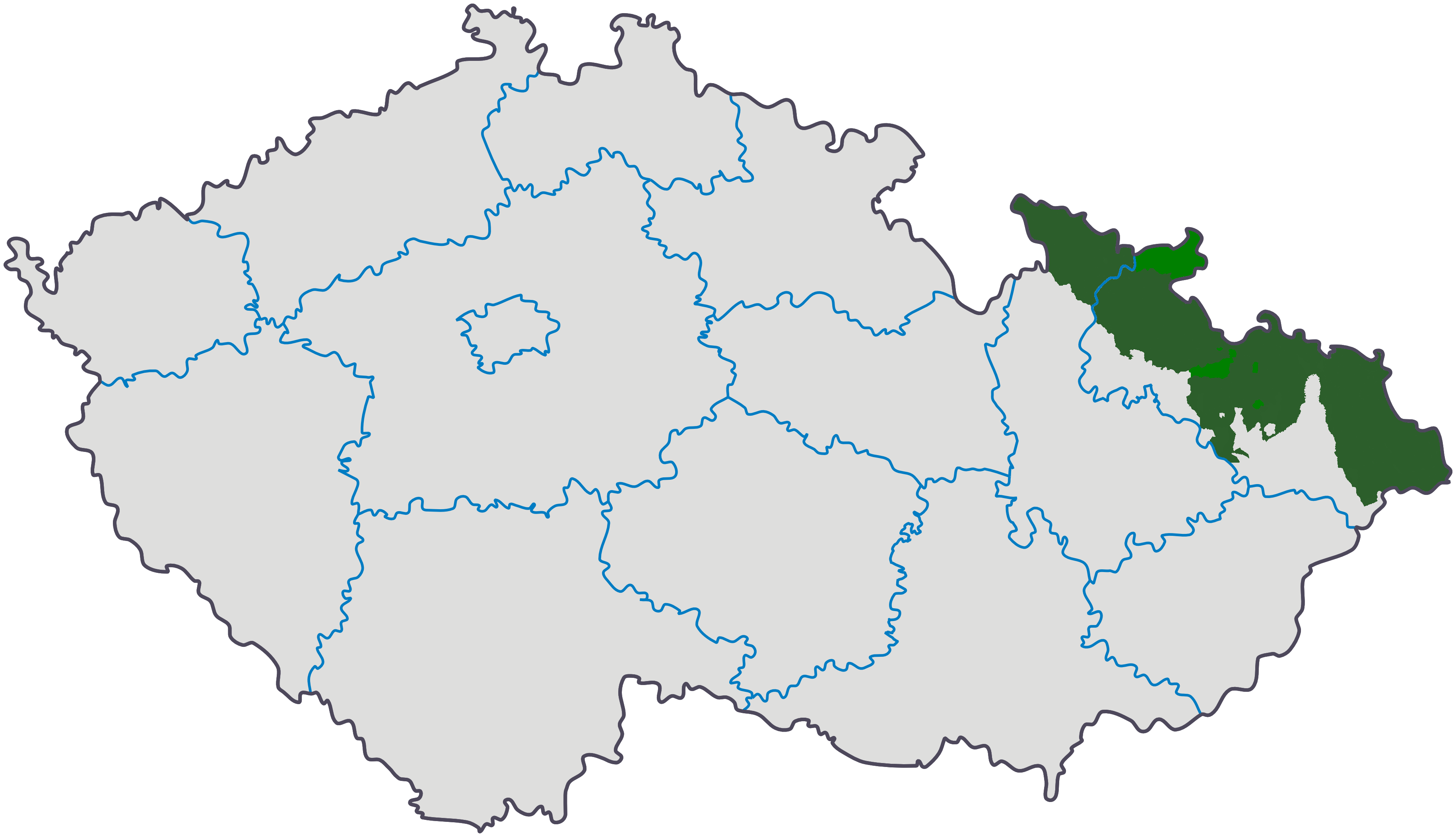
Alta Silèsia Txeca.

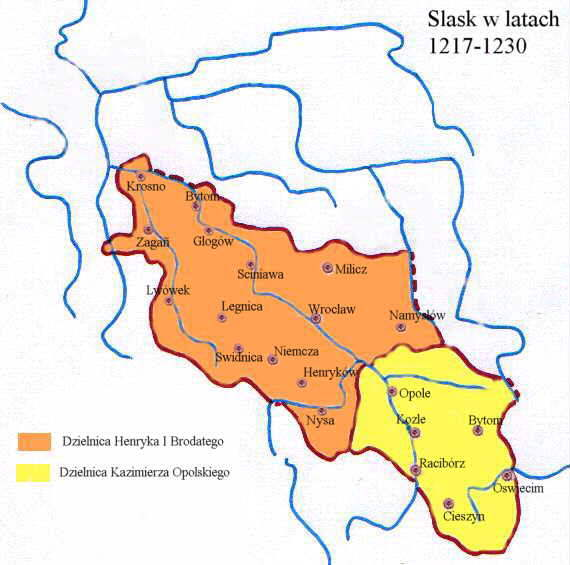
Ducat d'Opole–Racibórz sota el duc Casimir I (1211-1230)

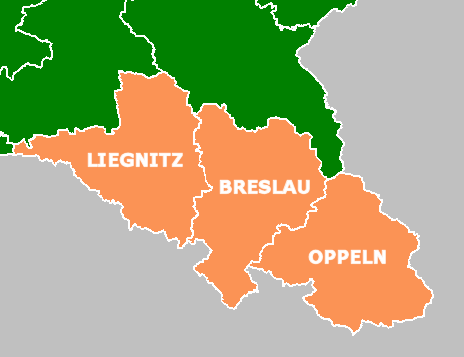
Mapa de Silèsia, mostrant la localització històrica de l'Alta Silèsia (Oppeln), amb la Silèsia Mitjana (Breslau) i la Baixa Silèsia (Liegnitz)

## Geografia
L'Alta Silèsia es troba a la part superior del riu Oder, al nord dels Sudets Orientals i la Porta Morava, que formen la frontera meridional amb la regió històrica de Moràvia. Dins dels adjacents Beskides Silesians cap a l'est, el Vístula cap a l'est, els seus afluents Biała i Przemsza afluents marquen la frontera oriental amb la Petita Polònia. Al nord limita amb la Gran Polònia, i a l'oest amb la Baixa Silèsia, la regió adjacent al voltant de Wrocław també coneguda com a Silèsia Mitjana.
La part polonesa avui està dividida entre els voivodats d'Opole i Silèsia. La Silèsia Txeca està formada per parts de les regions Moràvia i Silèsia (sector nord-est) i Olomouc (sector nord), les dues majors ciutats (Katowice, a Polònia i Ostrava en la República Txeca, el sector més oriental de l'Alta Silèsia, especialment entorn de Katowice i Nowa Huta és una riquíssima conca minera (ferro, carbó).

## Història
D'acord amb el geògraf bavarès (segle ix), la tribu eslava occidental dels opolans tribu s'havien assentat als marges de l'Oder superior des dels dies de les invasions bàrbares, al voltant del gord d'Opole. Durant el govern del príncep Svatopluk I (871-894), tots Silèsia formava part del regne de la Gran Moràvia. Després de la seva dissolució el 906, la regió va caure sota la influència dels governants premíslides de Bohèmia, el duc Spytihněv I (894-915) i el seu fill Vratislav I de Bohèmia (915-921), possiblement el fundador i qui donà el nom de la capital de Silèsia, Wrocław (del txec: Vratislav).

### Domini polonès
Fins al 990 el duc Miecislau I de la nova dinastia Piast dels polans havia conquerit gran part de Silèsia. Des de la fortalesa de Niemcza, el seu fill i successor Bolesław Chrobry I (992-1025) va establir la diòcesi de Breslau per a sotmetre als pagans opolans de l'Alta Silèsia, que durant alguns segles formaria part de Polònia, encara que impugnada pels ducs de Bohèmia com Bretislau I, qui des de 1025 va envair Silèsia diverses vegades. Finalment, el 1137, el príncep polonès Boleslau III Bocatorta (1107-1138) va arribar a un acord amb el duc Soběslav I de Bohèmia signant una pau que confirmava la frontera entre els dos reialmes al llarg dels Sudets.
No obstant això, aquest acord no es va respectar quan a la mort de Boleslau III i arran del seu testament començà la fragmentació de Polònia, decisivament afeblida l'autoritat central. El recentment creat Ducat de Silèsia va esdevenir la pàtria ancestral dels Piast de Silèsia, descendents del fill gran de Boleslau, Ladislau II l'exiliat, que no obstant això es van veure exclosos de la successió al tron de Polònia i només van ser capaços de recuperar el seu propi territori de Silèsia, amb l'ajuda de l'emperador del Sacre Imperi Romanogermànic.
El fracàs del principi hereditari agnatici també comportà l'escissió en la mateixa Silèia. El 1172 el segon fill de Ladislau, Miecislau IV de Polònia reclamà els seus drets i va rebre de l'Alta Silèsia el ducat de Racibórz com a alou de les mans del seu germà gran el duc Boleslau I d'Alta Silèsia. En la lluita pel tron de Polònia, Miecislau, a més, va rebre del nou rei Casimir II de Polònia el 1177 les terres de la Petita Polònia de Bytom, Oswiecim, Zator, Siewierz i Pszczyna. Quan el 1202 Miecislau IV s'havia annexat el Ducat d'Opole a la mort del seu nebot, Jaroslav, va governar sobre tota l'Alta Silèsia com a duc d'Opole i Racibórz.
Al començament del segle xiii els llaços dels Piast de Silèsia amb el veí Sacre Imperi Romanogermànic es va fer més forts amb el casament de molts ducs amb filles de la noblesa alemanya. Promogut pel duc baixsilesià Enric I el Barbut, des del 1230 regent també a l'Alta Silèsia dels fills menors del seu difunt cosí el duc Casimir I d'Opole, una gran part de les terres de Silèsia van ser repoblades amb immigrants alemanys en el curs de l'Ostsiedlung, l'establiment de nombroses ciutats d'acord amb la llei municipal alemanya. Els plans per a tornar a unificar Silèsia foren destrossats per la invasió de Polònia pels mongols i la mort del duc Enric II el Pietós el 1241 a la batalla de Legnica. L'Alta Silèsia es fragmentà encara més a la mort del duc Ladislau Opolski el 1281 en els ducats de Bytom, Opole, Racibórz i Cieszyn. Cap al 1269 fou establert el ducat d'Opava al territori adjacent de Moràvia, governat pel duc premíslida Nicolau I de Bohèmia, els descendents del qual van heretar el 1336 el Ducat de Racibórz. Com que va governar els dos ducats en unió personal, Opava va créixer en el territori de l'Alta Silèsia.

## Bohèmia, Àustria i Prússia
El 1327 els ducs de l'Alta Silèsia, igual que la majoria dels seus cosins de Baixa Silèsia, havia jurat lleialtat al rei Joan el Cec, convertint-se així en vassalls del regne de Bohèmia. Durant el restabliment del regne de Polònia sota el rei Casimir III el Gran, tota Silèsia fou exclosa específicament com a terra no polonesa pel Tractat de Trentschin de 1335, i esdevingué part del Regne de Bohèmia i de manera indirecta de l'Sacre Imperi Romanogermànic. A mitjans del segle xiv l'afluència de colons alemanys a l'Alta Silèsia va ser detinguda per una pandèmia de Pesta Negra. A diferència de la Baixa Silèsia, el procés de germanització procés es va aturar; encara la majoria de la població parlava polonès i silesià com a llengua materna, sovint juntament amb l'alemany (alemany silesià) com a segona llengua. A les zones més meridionals, també es parlaven dialectes lach. Si bé el llatí, el txec i l'alemany s'utilitzaven com a llengua oficial als pobles i ciutats, només en la dècada de 1550 (durant la Reforma protestant) comencen a aparèixer registres amb noms polonesos.
L'Alta Silèsia va ser durament colpejada per les guerres hussites i el 1469 va ser conquistada pel rei Maties Corví d'Hongria, mentre que els ducats d'Oswiecim i Zator va caure de nou a mans de la corona polonesa. A la mort del rei Lluís II de la dinastia Jagelló el 1526, les terres de la corona de Bohèmia van ser heretades per la Casa d'Habsburg austríaca. Al segle xvi, una gran part de Silèsia s'havia tornat protestant, promoguda per reformadors com Gaspar Schwenckfeld. Després de la batalla de la Muntanya Blanca el 1620, els emperadors catòlics de la dinastia Habsburg intentaren reintroduir per la força el catolicisme.
La Baixa Silèsia i la major part de l'Alta Silèsia van ser ocupades el 1742 pel Regne de Prússia durant les Guerres de Silèsia i foren annexades mercè el Tractat de Breslau. Una petita part al sud del riu Opava es va mantenir dins de la Bohèmia governada pels Habsburg com a "Ducat d'Alta i Baixa Silèsia", coneguda col·loquialment com a Silèsia austríaca. Incorporats a la província prussiana de Silèsia el 1815, l'Alta Silèsia va esdevenir una àrea industrial aprofitant la seva abundància de carbó i mineral de ferro. La Silèsia prussiana va esdevenir part de l'Imperi Alemany el 1871.

## Plebiscit i partició
El 1919, després de la Primera Guerra Mundial, la part oriental d'Alta Silèsia prussiana (amb una majoria dels polonesos ètnics) va estar sota el domini polonès com a part del voivodat de Silèsia, mentre que la part occidental, majoritàriament de parla alemanya, seguia sent part d'Alemanya com a Província d'Alta Silèsia. A principis de 1919 va esclatar la Guerra Poloneso-Txecoslovaca al voltant de la Silèsia de Cieszyn, després de la qual Txecoslovàquia va guanyar la franja de Zaolzie i la Regió de Hlučín.
Entre 1919 i 1921 es produïren tres insurreccions silesianes entre la població de parla polonesa de l'Alta Silèsia, que desembocaren el 1921 en la batalla d'Annaberg. El març de 1921 se celebrà un plebiscit en que una majoria del 60% va votar en contra de la fusió amb Polònia, amb línies divisòries clares entre les comunitats poloneses i alemanyes. La frontera exacta, el manteniment del trànsit ferroviari transfronterer i necessaris altres cooperacions necessàries, així com la igualtat de drets per a tots els habitants de les dues parts de l'Alta Silèsia, foren fixades per l'Acord entre Alemanya i Polònia de Silèsia Oriental, signat a Ginebra el 15 de maig de 1922. El 20 de juny, Alemanya va cedir de fet la part oriental d'Alta Silèsia, que passà a formar part del Voivodat de Silèsia de la Segona República Polonesa.
Després d'acabar la Segona Guerra Mundial el 1945, gairebé la totalitat de l'Alta Silèsia que no va ser cedida a Polònia el 1922 fou concedida a la República Popular de Polònia. La major part de la població de parla alemanya va ser expulsada d'acord amb la decisió de les potències aliades victorioses reunides a Potsdam el 1945. Aquest acord també va incloure l'expulsió d'habitants de parla alemanya de la Baixa Silèsia, Pomerània Oriental, Gdańsk (Danzig), i Prússia Oriental. Els alemanys expulsats van ser traslladats a l'actual Alemanya (incloent-hi l'antiga Alemanya Oriental), i van ser substituïts pels polonesos, molts d'ells antigues províncies poloneses de l'est ocupades per l'URSS. Un bon nombre d'alemanys de l'Alta Silèsia van ser reubicats a Baviera. Una petita part de l'Alta Silèsia va quedar com a part de Txecoslovàquia, com a Silèsia Txeca.
Les expulsions d'alemanys no va eliminar totalment la presència d'una població que es considerava alemanya. El 1945 l'Alta Silèsia tenia un nombre considerable d'habitants catòlics bilingües barrejats que parlaven dialectes alemanys i polonesos, i el seu coneixement lingüístic del polonès era prou sòlid perquè poguessin ser autoritzats a romandre a la zona. Amb la caiguda del comunisme i l'entrada de Polònia a la Unió Europea, encara n'hi havien prou a l'Alta Silèsia per a demanar al govern polonès el reconeixement de la minoria alemanya de Polònia.

## Principals ciutats

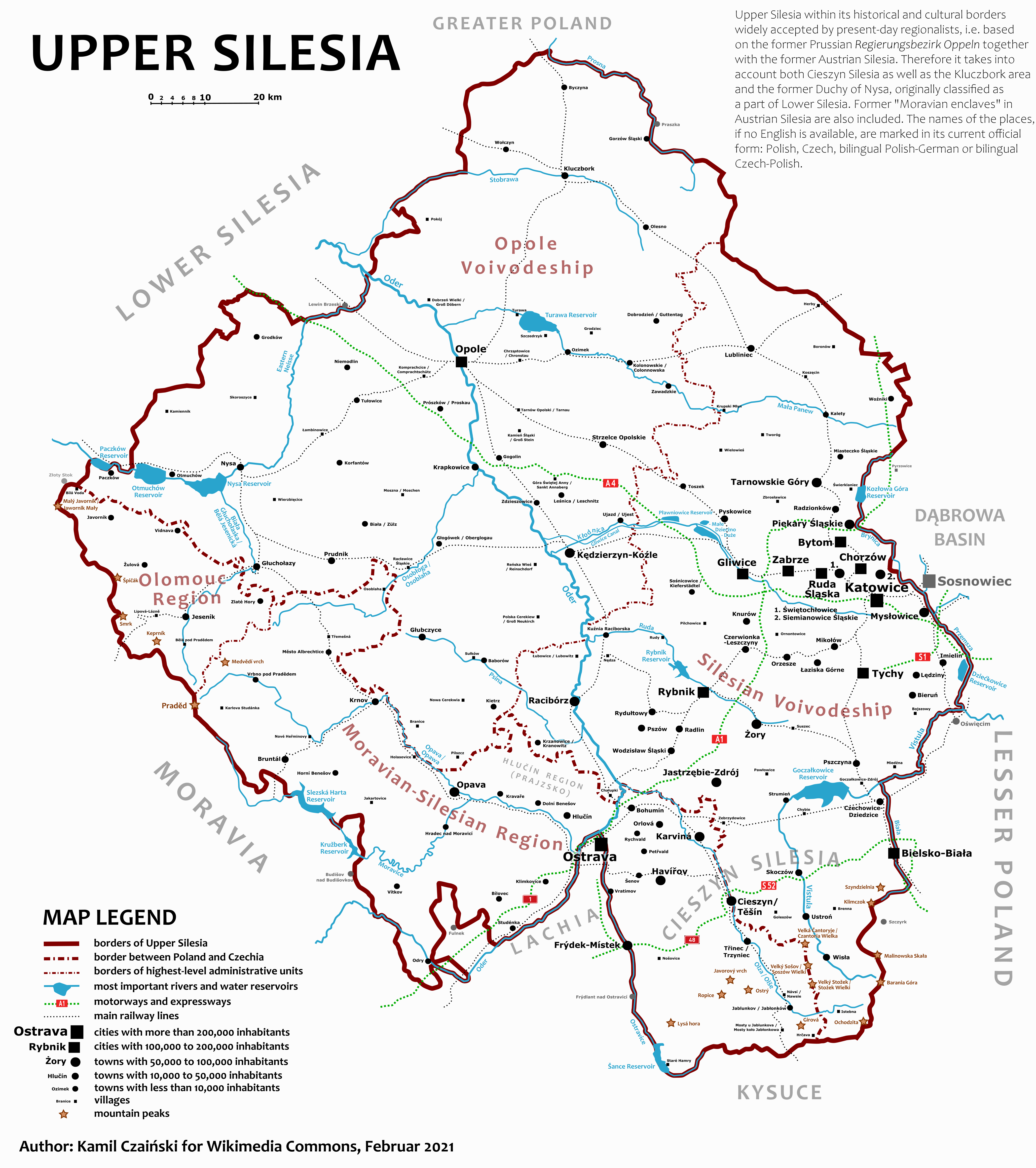
Mapa contemporani de l'Alta Silèsia (en anglès).

La població a Polònia correspon a 1995, entre parèntesis els antics noms en alemany molt difosos en la cartografia d'atlas fins aproximadament a mitjans de la dècada del 1970.
- Katowice (Kattowitz) (354.200)
- Ostrava (Mährisch Ostrau) (320.000) - República Txeca (districte oriental Cieszyn Silesia)
- Bytom (Beuthen) (227.600)
- Gliwice (Gleiwitz) (214.000)
- Zabrze (Hindenburg O.S.) (201.600)
- Bielsko-Biała (Bielitz) (180.307)
- Ruda Śląska (Ruda) (166.300)
- Rybnik (Rybnik) (144.300)
- Tychy (Tichau) (133.900)
- Opole (Oppeln) (130.600) - Capital històrica de l'Alta Silèsia.
- Chorzów (Königshütte) (125.800)
- Jastrzębie Zdrój (Bad Königsdorff-Jastrzemb) (103.500)
- Mysłowice (Myslowitz) (80.000)
- Siemianowice Śląskie (Siemianowitz) (78.100)
- Kędzierzyn-Koźle (Kandrzin-Cosel) (70.700)
- Tarnowskie Góry (Tarnowitz) (67.200)
- Piekary Śląskie (Deutsch Piekar) (67.200)
- Żory (Sohrau) (66.300)
- Racibórz (Ratibor) (65.100)
- Opava (62,000) (Troppau) - República Txeca.
- Świętochłowice (Schwientochlowitz) (59.600)
- Wodzisław Śląski (Loslau) (50.500)
- Nysa (Neisse) (49.000)
- Mikołów (Nikolai) (38.900)
- Cieszyn (Teschen) (37.300)
- Czechowice-Dziedzice (Czechowitz-Dzieditz) (35.600)
- Pszczyna (Pleß) (34.600)
- Kluczbork (Kreuzburg) (26.900)
- Lubliniec (Lublinitz) (26.900)
- Krnov (25,400) (Jägerndorf) - República Txeca.
- Prudnik (Neustadt O.S.) (24.300)
- Rydułtowy (Rydultau) (24.100)
- Łaziska Górne (Ober-Lazisk) (23.000)
- Bieruń (Bierun) (22.100)
- Pyskowice (Peiskretscham) (21.900)
- Strzelce Opolskie (Groß Strehlitz) (21.900)